# Брусилов, Николай Иванович
Николай Иванович Брусилов (1754—2 мая 1828) — российский государственный  деятель; действительный статский советник (1806),  Полтавский и Виленский губернатор, Московский вице-губернатор, дед генерала А. А. Брусилова и отец вице-губернатора А. Н. Брусилова.

## Биография
Сын Ивана Иевлевича Брусилова, секунд-майора в отставке
Окончил Сухопутный шляхетский корпус. На военной службе с 1767 года, с неё вышел в отставку в 1778 году, как и отец и брат, в чине секунд-майора. Поступил на гражданскую службу.
26 ноября 1802 назначен Московским вице-губернатором. В 1806 году присвоен чин действительного статского советника.  17 марта 1806 года назначен Полтавским губернатором, сменив на этом посту А. И. Муханова. Виленский, Вятский губернатор./1820/. А 10 марта 1808 года был переведён на должность Виленского губернатора. Занимал это пост до 15 октября 1810 года, когда его заменил А. С. Лавинский.
Сведения о назначении  Вятским губернатором нуждаются в подтверждении, возможно, был назначен, но не вступил в должность.

## Семья
- Сын — Алексей Николаевич Брусилов (1789—1859), женат на Марии Антоновне (Марии Луизе) Нестоемской (?—1859), среди их детей генерал А. А. Брусилов и вице-адмирал Л. А. Брусилов[3]
- Сын — Николай Николаевич Брусилов, сын его дочери Натальи —  генерал-майор инженерно-технической службы В. М. Келдыш, отец академика Келдыша[3]
- Брат — Пётр Иванович Брусилов[3], женат на Марии Ивановне Бахтиной, их сын — писатель и Вологодский губернатор Николай Брусилов.